# Arrugia
Thestor là một chi bướm ngày thuộc họ Lycaenidae.